# جيم هيثيرنغتون
جيم هيثيرنغتون (بالإنجليزية: Jim Hetherington)‏ هو لاعب اتحاد الرغبي بريطاني، ولد في 3 مارس 1932.